# Сима (Њу Мексико)
Сима (енгл. Seama) насељено је место без административног статуса у америчкој савезној држави Њу Мексико.

## Демографија
По попису из 2010. године број становника је 465, што је 132 (39,6%) становника више него 2000. године.
| Група             | 2000.    | 2010.     |
| Белци             | 1 (0,3%) | 9 (1,9%)  |
| Афроамериканци    | 1 (0,3%) | 0 (0,0%)  |
| Азијати           | 0 (0,0%) | 0 (0,0%)  |
| Хиспаноамериканци | 8 (2,4%) | 27 (5,8%) |
| Укупно            | 333      | 465       |